# Ball de gitanes de Reus

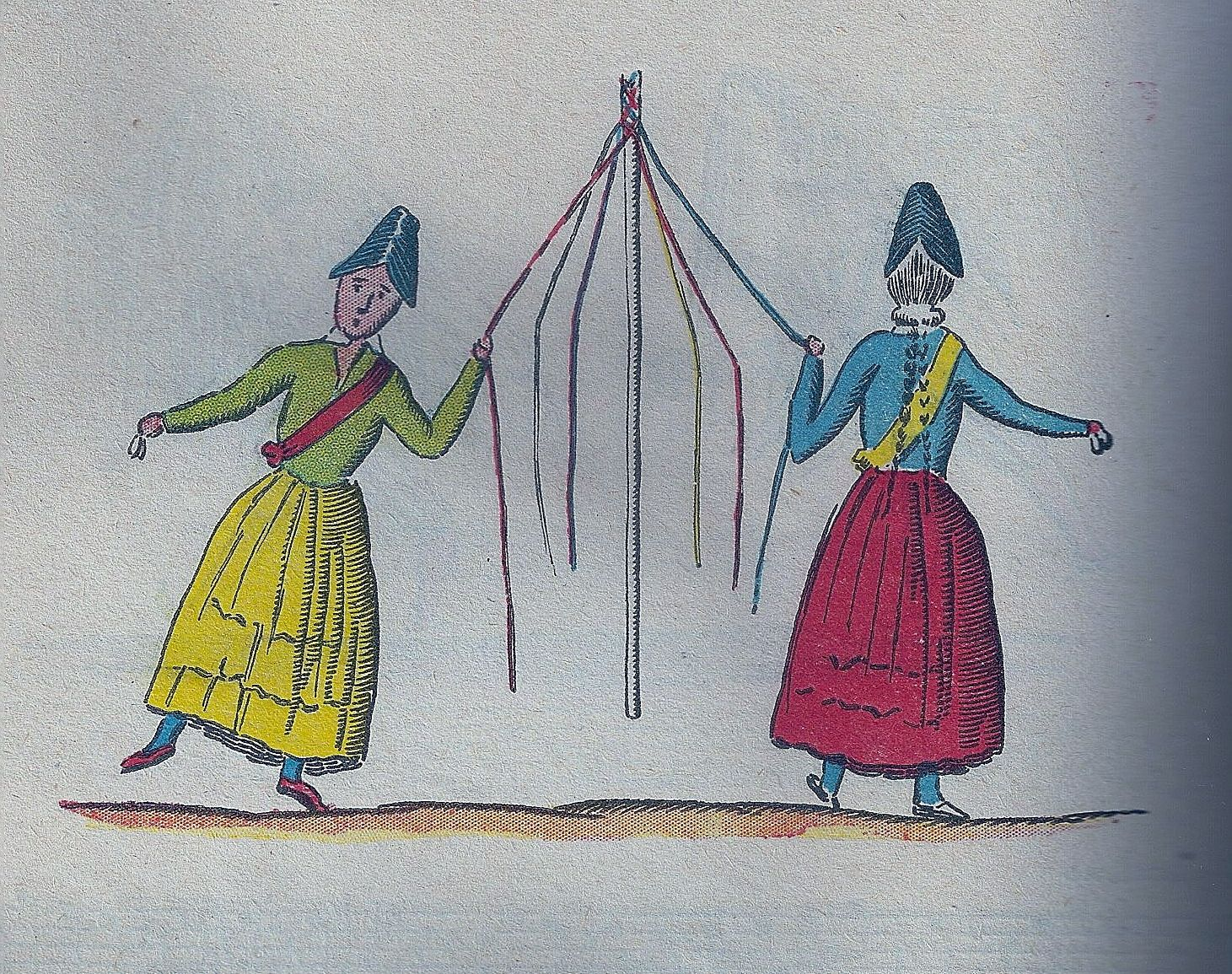
Ball de gitanes dibuix d'Antoni de Bofarull

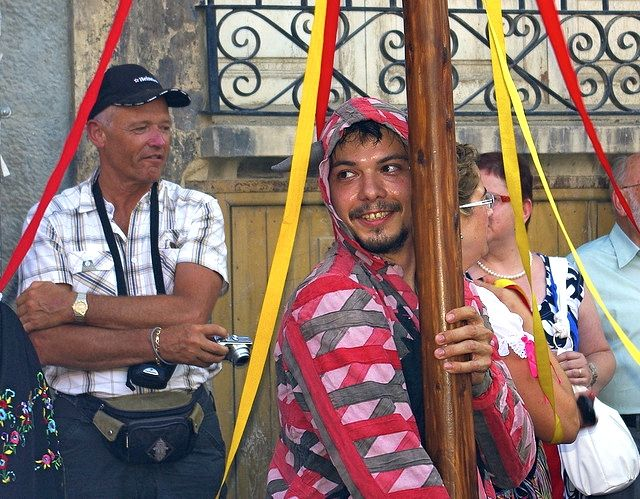
Ball de Gitanes de Reus

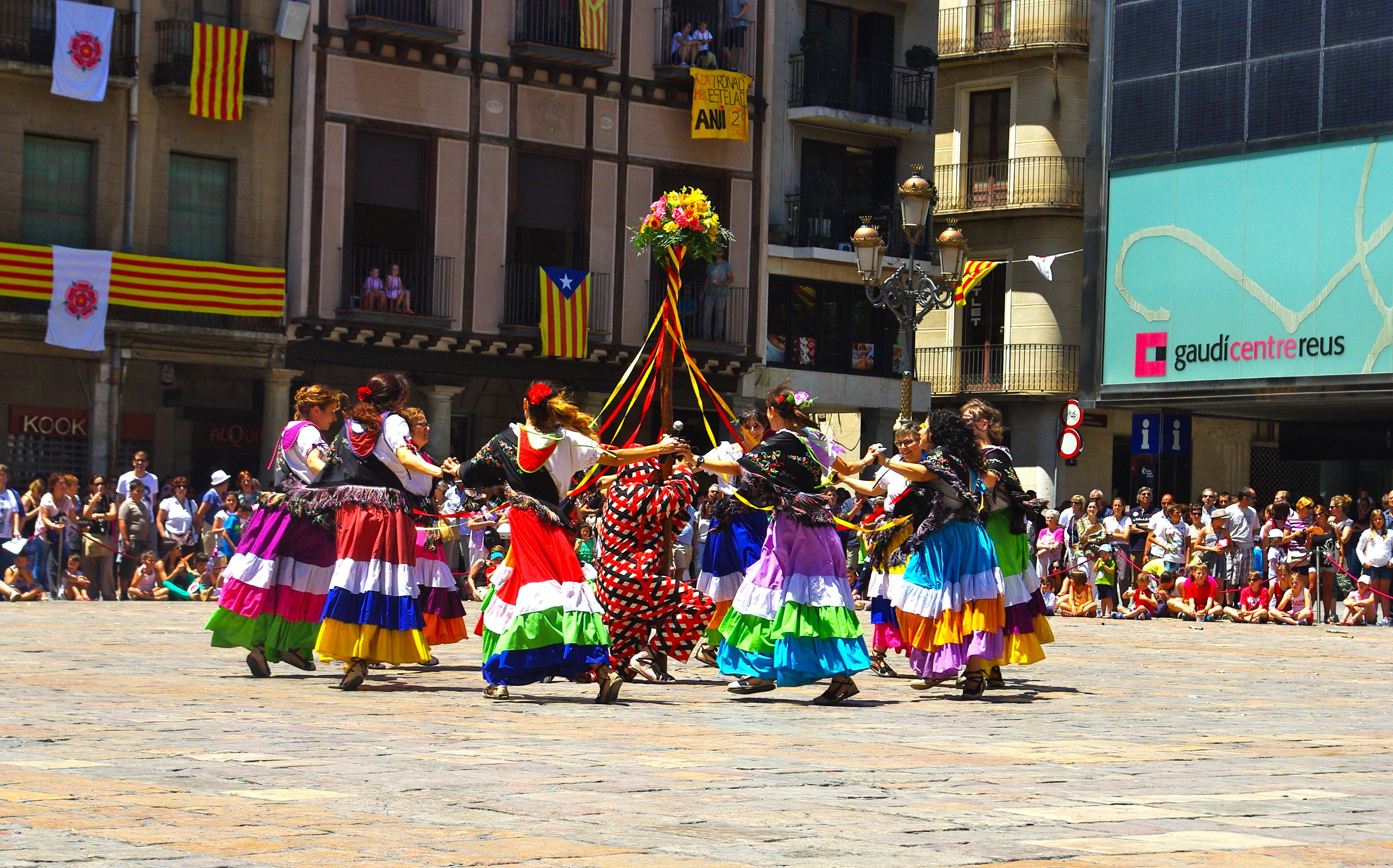
Ball de Gitanes de Reus1

El Ball de gitanes de Reus és un element del Seguici Festiu de la ciutat i que surt per la Festa Major
Les primeres referències són del 1687, quan a Tarragona consta l'actuació del "Ball de les Gitanes de Reus". Sortia per actuacions festives, com la Festa Major, religioses, com les festes de la Mare de Déu de Misericòrdia, o polítiques, com l'arribada a Reus de Ferran VII el 1814. El ball tenia parlaments, i sembla, que igual que altres danses on sortien personatges femenins, era interpretat per homes. Fins al primer terç del segle xix la dansa pertanyia al gremi de teixidors de lli. Sembla tenir relació amb la festa de l'Arbre de Maig. El Ball de Gitanes es balla a diverses poblacions catalanes i valencianes.
Una de les explicacions que es donen al nom es basa en els vestits multicolors que porten les balladores, carregats de volants i de cintes
Antoni de Bofarull recordava així el ball de gitanes: «Alguns [balls], que eran més dansa que representació, perquè cantaven sempre y a un mateix temps, executant una maniobra, com las Gitanas que, agafadas cada una del cap de un fil, procedent de un pal clavat al mitj del rotllo, arribavan a fabricar un cordó de diferents colors, y altres pel estil, alguna vegada sembla que duyan violí y flautí".
| « | "Prim, prim, filen les dones. Prim, prim, filen lo fil." | » |

El Ball de Gitanes a Reus és interpretat per deu balladores que giren al voltant d'un pal amb cintes de colors, tot fent una trena. La dansa evoluciona pels carrers, i adopta un aire desimbolt amb un punt de provocació al públic. El pal d'on pengen les cintes l'aguanta un diable, (en altres llocs és un personatge anomenat l'estaquirot) i porta un pom de flors en la part més alta, que és des d'on surten les cintes amb què ballen les gitanes que l'interpreten
La dansa va ser recuperada al Seguici de la Festa Major el 1982 ballat per noies, i l'any 2005 el Ball de Gitanes va reincorporar els parlaments satírics. Són textos de nova creació que aprofiten de vegades quartetes tradicionals i fan referència a temes d'actualitat ciutadana.